# King’s Cup (Fußball) 2005
Der King’s Cup 2005 (thailändisch คิงส์คัพ 2005) war die 36. Austragung eines Fußballwettbewerbs in Thailand. Ausgetragen und organisiert wurde der Wettbewerb vom thailändischen Fußballverband.

## Teilnehmende Mannschaften
| Mannschaft | Nationaler Verband               | Regionaler Verband | Kontinentalverband | FIFA-Weltrangliste |
| ---------- | -------------------------------- | ------------------ | ------------------ | ------------------ |
| Thailand   | Football Association of Thailand | AFF                | AFC                | 111. Platz         |
| Lettland   | Latvijas Futbola federācija      |                    | UEFA               | 69. Platz          |
| Nordkorea  | DVR Korea Football Association   | EAFF               | AFC                | 82. Platz          |
| Oman       | Oman Football Association        | WAFF               | AFC                | 91. Platz          |

## Modus
Jede Mannschaft tritt in einer Einfachrunde gegen die anderen teilnehmenden Mannschaften an. Jede Mannschaft bestreitet drei Spiele. Es wird nach der 3-Punkte-Regel gespielt (drei Punkte pro Sieg, ein Punkt pro Unentschieden). Das Finale bestreiten der Erst- und Zweitplatzierte.

## Austragungsort
Alle Spiele fanden im 15.000 Zuschauer fassenden Surakul Stadium in Phuket auf der Insel Phuket in Südthailand statt.

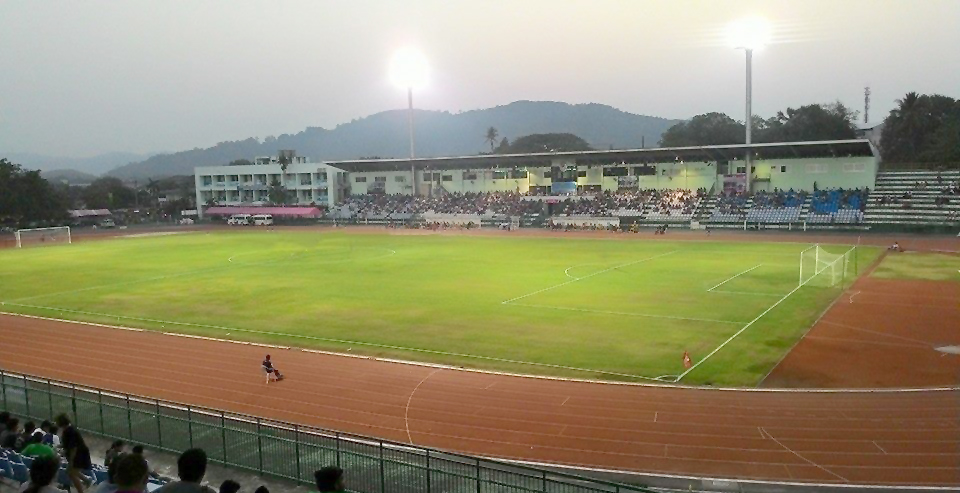
Surakul Stadium

## Tabelle
| Pl. | Verein    | Sp. | S | U | N | Tore    | Diff. | Punkte |
| --- | --------- | --- | - | - | - | ------- | ----- | ------ |
| 1.  | Lettland  | 3   | 1 | 2 | 0 | 004:300 | +1    | 05     |
| 2.  | Nordkorea | 3   | 1 | 1 | 1 | 004:300 | +1    | 04     |
| 3.  | Thailand  | 3   | 1 | 1 | 1 | 002:300 | −1    | 04     |
| 4.  | Oman      | 3   | 1 | 0 | 2 | 003:400 | −1    | 03     |

## Gruppenspiele
| Datum                          |           | Ergebnis |           |
| ------------------------------ | --------- | -------- | --------- |
| 24. Dezember 2005 um 17:00 Uhr | Thailand  | 1:1      | Lettland  |
| 24. Dezember 2005 um 19:15 Uhr | Oman      | 2:1      | Nordkorea |
| 26. Dezember 2005 um 16:30 Uhr | Nordkorea | 1:1      | Lettland  |
| 26. Dezember 2005 um 18:45 Uhr | Thailand  | 1:0      | Oman      |
| 28. Dezember 2005 um 16:30 Uhr | Oman      | 1:2      | Lettland  |
| 24. Dezember 2005 um 18:45 Uhr | Thailand  | 0:2      | Nordkorea |

## Finale
| Datum                          |          | Ergebnis |           |
| ------------------------------ | -------- | -------- | --------- |
| 30. Dezember 2006 um 18:00 Uhr | Lettland | 2:1      | Nordkorea |

## Platzierung
| Platz    | Mannschaft |
| -------- | ---------- |
| 1. Platz | Lettland   |
| 2. Platz | Nordkorea  |
| 3. Platz | Thailand   |
| 4. Platz | Oman       |